# Palniacris
Palniacris is een geslacht van rechtvleugeligen uit de familie veldsprinkhanen (Acrididae). De wetenschappelijke naam van dit geslacht is voor het eerst geldig gepubliceerd in 1940 door Henry.

## Soorten
Het geslacht Palniacris omvat de volgende soorten:
- Palniacris maculatus Henry, 1940
- Palniacris rugulosa Bolívar, 1902
- Palniacris rugulosus Bolívar, 1902